# 浙江大学华家池校区
浙江大学华家池校区位于杭州市上城区（原来是江干区）凯旋街道凯旋路268号，位于旧杭州火车东站附近，是原浙江农业大学所在地。校区名来自于华家池。

## 概况
占地面积1484亩，建筑总面积近30万平米。目前浙江大学医学部和农学部研究生在此校区学习居住。
建有一座体育馆，图书馆建筑面积1万多平米，藏书近百万册。设有电教中心、计算机中心、校园计算机网络中心。还有占地130余公顷的教学实验农场。

## 交通
经过的公交车有：
- 东门：B支1、18路、20路、305路、228路、317路、818路、518路
- 南门：21路、35路、199路
- 西门（正门）：40路、34路、528路

## 出让
2013年9月5日，华家池地块将分为3宗进行拍卖，总出让面积15.98万平米，建筑面积为63.25万平米，起拍总价为97.3亿元，有7家房企正式报名竞拍。它将成为杭州历史上总价最高的地块，有望成为首个晋级百亿元身价的地块。